# Car (kever)
Car is een geslacht van kevers uit de familie Ithyceridae. 

## Soorten
Deze lijst is mogelijk niet compleet.
- C. condensatus (Blackburn, 1897)
- C. intermedius (Lea, 1926)
- C. pini (Lea, 1911)